# Фрипорт (Минесота)
Фрипорт (енгл. Freeport) град је у америчкој савезној држави Минесота.

## Демографија
По попису из 2010. године број становника је 632, што је 178 (39,2%) становника више него 2000. године.
| Група             | 2000.       | 2010.       |
| Белци             | 449 (98,9%) | 602 (95,3%) |
| Афроамериканци    | 0 (0,0%)    | 0 (0,0%)    |
| Азијати           | 0 (0,0%)    | 1 (0,2%)    |
| Хиспаноамериканци | 4 (0,9%)    | 29 (4,6%)   |
| Укупно            | 454         | 632         |